# Damnation
Damnation es una serie de televisión de drama de época estadounidense. La serie es una coproducción entre Universal Cable Productions y Netflix. Netflix transmite la serie en todo el mundo fuera de los Estados Unidos. La serie se estrenó el 7 de noviembre de 2017. El 25 de enero de 2018 se anunció que la serie había sido cancelada después de una temporada. Fue retirado de Netflix en 2023.

## Sinopsis
Ambientada en la década de 1930, Damnation sigue a un predicador mientras congrega a la gente de la ciudad para enfrentarse a los industriales y un gobierno parcializado.

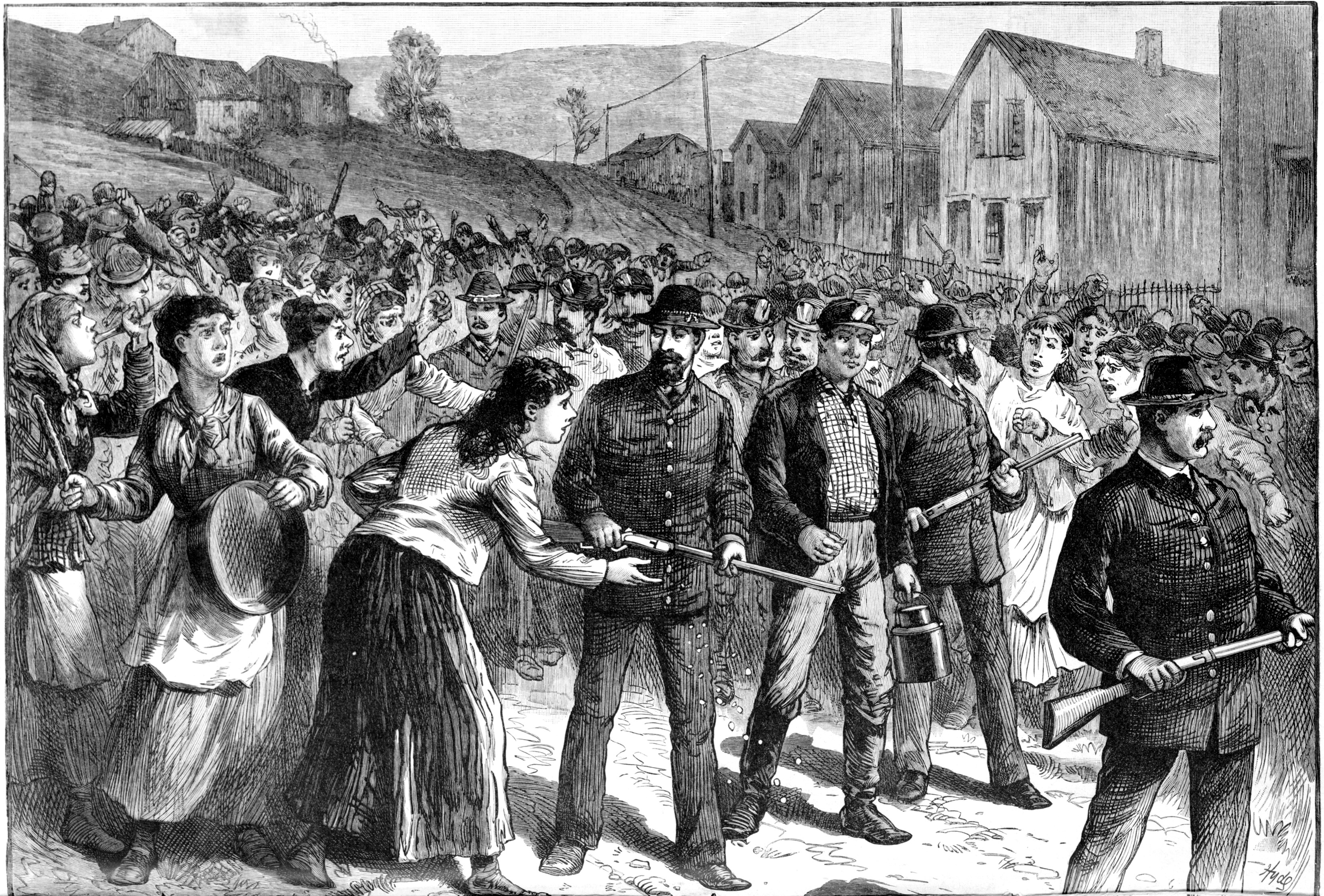
Enfrentamiento entre huelguistas y rompehuelgas de Pinkerton ya ocurrían desde 1884

El personaje principal es Seth Davenport, un hombre con un pasado violento que se hace pasar por un pastor cristiano mientras organiza a los granjeros para enfrentarse a los banqueros e industriales codiciosos que quieren acaparar sus tierras. Creeley Turner es un exconvicto que trabaja para la Agencia Nacional de Detectives Pinkerton y ha sido contratado por un rico industrial para detener la huelga de los granjeros de Davenport. Ni la gente del pueblo ni los industriales saben que Seth y Creeley son hermanos.
La serie con estos dos personajes ficticios se basa en hechos históricos: la campaña por una huelga agraria de la Asociación para las Ferias de los Granjeros, a principios de la década de 1930, en el condado de Plymouth (Iowa); la huelga y los eventos relacionados en las áreas rurales del condado de Le Mars (Iowa), a partir de principios de mayo de 1932; el período en el que La subasta de centavos como táctica común de los agricultores contra los embargos y; la huelga de mineros del carbón durante la misma época, en el condado de Harlan (Kentucky), conocida como la Guerra de Harlan o el Harlan Sangriento. El sheriff J. H. Blair fue un personaje históricos, protagonista de  la canción popular de Florence Reece Which Side Are You On? ("¿De que lado estás tú?), interpretada en el segundo episodio.
La Agencia Nacional de Detectives Pinkerton, que emplea a Creeley Turner y la Agencia Internacional de Detectives William J. Burns, que emplea a Connie Nunn, son agencias reales que fueron contratadas por empresarios y se centraron en romper huelgas por medio de la infiltración y la violencia, en la década de 1930. La Legión Negra fue un grupo paramilitar fascista que aterrorizó a las minorías étnicas, políticas y religiosas, atacando a los organizadores sindicales y los trabajadores en huelga en particular, en todo el Medio Oeste.
Según el creador Tony Tost, Damnation es 1/3 John Steinbeck y su novela La uvas de la ira; 1/3 la violencia de las novelas de James Ellroy y; 1/3 Clint Eastwood.

## Elenco y personajes

### Principales
- Killian Scott[8] como Seth Davenport.
- Logan Marshall-Green[9] como Creeley Turner.
- Sarah Jones[9] como Amelia Davenport.
- Chasten Harmon[9] como Bessie Louvin.
- Christopher Heyerdahl[9] como Don Berryman, shérif de Holden.
- Melinda Page Hamilton[9] como Connie Nunn.

### Recurrentes
- Zach McGowan, como Tennyson Duvall.[10]
- Gabriel Mann, como Martin Eggers Hyde, PhD.
- Joe Adler, como Darryl L. Sullivan
- Arnold Pinnock, como Víctor.
- Phillipa Domville, como Martha Riley.

## Producción
La serie se ordenó el 12 de mayo de 2017.

### Casting
Originalmente, Aden Young estaba destinado a interpretar el papel principal, pero se retiró debido a diferencias creativas y luego fue reemplazado por Killian Scott.